# Cầu treo Ozimek
Cầu treo Ozimek (tiếng Ba Lan: Most wiszący w Ozimku) là một cây cầu treo bắc qua sông Mała Panew ở Ozimek, Ba Lan. Cây cầu được thiết kế bởi Karl Schottelius và hoàn thành vào năm 1827, đây là cây cầu treo bằng sắt rèn thứ hai ở châu Âu.
Cây cầu được lắp đặt tại Malapane Steelworks - một địa phương ở Ozimek, nơi cung cấp cầu cho các thành phố châu Âu từ Berlin đến Petersburg. Nó được xây dựng từ năm 1825 đến 1827 với các bộ phận làm từ 57 tấn sắt rèn và 14 tấn thép. Ở giữa hai tòa tháp, ở mỗi bên của cây cầu, là bốn dây cáp hỗ trợ nhịp. Sàn cầu được làm bằng gỗ.
Cây cầu được sử dụng làm cầu đường bộ cho đến năm 1938; sau đó nó tiếp tục được sử dụng riêng dành cho người đi bộ.
Lần cải tạo mở rộng đầu tiên của cây cầu được thực hiện trong khoảng thời gian từ tháng 7 năm 2009 đến tháng 9 năm 2010. Trong quá trình cải tạo, toàn bộ cây cầu đã được tháo rời, làm mới và lắp đặt lại với nhau, và cấu trúc của nó cũng đã được củng cố bằng cáp thép.